# Podalonia
Podalonia är ett släkte av bin som beskrevs av Fernald 1927. Podalonia ingår i familjen grävsteklar.

## Dottertaxa tillPodalonia, i alfabetisk ordning[1][2]
- Podalonia affinis
- Podalonia afghanica
- Podalonia albohirsuta
- Podalonia alpina
- Podalonia altaiensis
- Podalonia andrei
- Podalonia argentifrons
- Podalonia argentipilis
- Podalonia aspera
- Podalonia atriceps
- Podalonia atrocyanea
- Podalonia caerulea
- Podalonia canescens
- Podalonia caucasica
- Podalonia chalybea
- Podalonia clypeata
- Podalonia compacta
- Podalonia dispar
- Podalonia ebenina
- Podalonia erythropus
- Podalonia fera
- Podalonia flavida
- Podalonia gobiensis
- Podalonia gulussa
- Podalonia harveyi
- Podalonia hirsuta
- Podalonia hirsutaffinis
- Podalonia hirticeps
- Podalonia kansuana
- Podalonia kaszabi
- Podalonia kozlovii
- Podalonia luctuosa
- Podalonia luffii
- Podalonia mahatma
- Podalonia mandibulata
- Podalonia marismortui
- Podalonia mauritanica
- Podalonia melaena
- Podalonia merceti
- Podalonia mexicana
- Podalonia mickeli
- Podalonia minax
- Podalonia moczari
- Podalonia montana
- Podalonia nigriventris
- Podalonia nigrohirta
- Podalonia obo
- Podalonia occidentalis
- Podalonia parallela
- Podalonia parvula
- Podalonia pilosa
- Podalonia pseudocaucasica
- Podalonia pubescens
- Podalonia puncta
- Podalonia pungens
- Podalonia robusta
- Podalonia rothi
- Podalonia schmiedeknechti
- Podalonia sericea
- Podalonia sheffieldi
- Podalonia sonorensis
- Podalonia turcestanica
- Podalonia tydei
- Podalonia valida
- Podalonia violaceipennis
- Podalonia yunnana